# Kubazaunkönig
Der Kubazaunkönig oder Zapata-Zaunkönig (Ferminia cerverai) ist eine Vogelart aus der Familie der Zaunkönige (Troglodytidae), die in Kuba in den Ciénaga de Zapata endemisch ist. Der Bestand wird von der IUCN als stark gefährdet (Endangered) eingeschätzt. Die Art und die Gattung sind monotypisch.

## Merkmale
Der Kubazaunkönig erreicht eine Körperlänge von etwa 15,5 bis 16 cm. Der Oberkopf ist schwärzlich braun mit feinen helleren braunen Säumen. Die Seite des Gesichts ist bräunlich gelbbraun gefleckt mit unauffälligem Augenstreif. Die Oberseite ist dunkelbraun mit schwärzlichem Gittermuster, wobei dieses Muster seitlich über die Flügeldecken sowie Hand- und Armschwingen hinausgeht. Die Steuerfedern sind lang mit unscharfen flauschigen Enden und schwarzbraun mit feinen graubraunem Gittermuster. Das Kinn ist hell weißlich gelbbraun, die Brust mehr braun, die Flanken dunkler braun. Der hintere Teil der Flanken hat markante diagonale schwärzliche Binden. Die Oberschenkel und der Steiß sind bräunlich mit unklaren dunklem braunen Gittermuster. Die Augen sind klar braun, der Oberschnabel dunkelbraun, der Unterschnabel hell gelbbraun. Die Beine sind bräunlich. Beide Geschlechter ähneln sich. Jungtiere ähneln ausgewachsenen Exemplaren, haben aber feine schwarze Flecken an der Kehle mit unklare schwärzlich braune Flecken. Die Flanken zeigen weniger Gittermuster.

## Fortpflanzung
Wenig ist über die Brutbiologie des Kubazaunkönigs bekannt. Das erste Nest wurde im Jahr 1986 entdeckt und nur insgesamt fünf sind bisher beschrieben. Die Brutsaison dauert wohl etwas länger. So wurden Exemplare mit vergrößerten Hoden im Januar beschrieben. Eier gab es Ende Februar und Nester mit gut gefederten Nestlingen wurden vom 2. Mai bis 12. Juni entdeckt. Vermutlich gibt es zwei Bruten pro Jahr. Das Nest wird von beiden Geschlechtern gebaut und ist ein Ball aus Schneiden. Dieser ist 20 cm groß, der Außendurchmesser 14 cm und der seitliche Eingang ist ca. 4,1 bis 4,3 cm groß. Die Innenseite ist mit Federn ausgelegt und es wird in 20 bis 70 cm über den Schneiden gebaut. Die Bebrütung erfolgt ausschließlich durch das Weibchen. Es gibt keine Daten zur Brut- und Nestlingsdauer. Beide Geschlechter begleiten den Nachwuchs noch einige Zeit, nachdem diese flügge wurden.

## Verhalten und Ernährung
Der Kubazaunkönig ernährt sich sehr variabel. Meist sind es Wirbellose wie Käfer, Schnabelkerfe, Heuschrecken, Schmetterlinge und Spinnen, doch auch Schnecken und Schneckeneier gehören zu seiner Nahrung. Des Weiteren können Frösche oder kleine Saumfingerechsen bis maximal ca. 10 cm zu seiner Beute gehören. Auch einige vegetarische Dinge, wie Flechten oder die Samen von Chrysbalanus hicacus gehören zu seinen Nahrungsquellen. Seine Nahrung sucht er in den unteren Straten der Vegetation, relativ häufig am Boden kratzend, um nach Beute zu suchen.

## Lautäußerungen
Der Gesang des männlichen Kubazaunkönigs besteht aus einer Serie von vier bis sieben gurgelnden Pfiffen mit härteren Zirptönen durchsetzt, die oft eine Minute oder länger andauern. Der Gesang des Weibchens ist oft im Duett mit dem Männchen, hört sich einfacher an. Dieser klingt ähnlich einer erweiterten Serie von Warnrufen, die wie aschut-schut-schut-schut-schurr klingen. Außerdem gehören tiefe raue schut schut oder schurr-schurr-Töne etc. zu seinem Repertoire.

## Verbreitung und Lebensraum
Der Kubazaunkönig kommt sehr begrenzt in savannenartigen Sümpfen, in denen Schneiden der Art Cladium jamaicense und Typha dominguensis dominieren, vor. Im Habitat gibt es verstreute Büsche, die ihm als Gesangspodium dienen. Das Wasserlevel variiert, mit stehendem Wasser in der Regensaison, aber ganz ohne in der Trockensaison.

## Migration
Der Kubazaunkönig ist ein Standvogel.

## Etymologie und Forschungsgeschichte
Die Erstbeschreibung des Kubazaunkönigs erfolgte 1926 durch Thomas Barbour unter dem wissenschaftlichen Namen Ferminia cerverai. Das Typusexemplar wurde von Fermín Zanón Cervera (1875–1944) gesammelt. Mit der Art führte Barbour die für die Wissenschaft neue Gattung Ferminia ein. Sowohl der Gattungs- als auch der Artname ist seinem Sammler gewidmet.